# Арканкерген (крепость)
Арканкерген — древняя крепость в Казахстане. Находится в Урджарском районе Восточно-Казахстанской области, между Тарбагатайскими горами и рекой Саксан.
Длина укреплённого участка составляла 10 км, ширина — 3 м. Время сооружения неизвестно. До наших дней сохранились только следы каменных стен.

## Топоним
Среди местного населения, помимо топонима Арканкерген, бытует вариант наименования Керген-тас.
Кабдыл Анаргул из КазНПУ им. Абая в статье про особенности мотивации в образовании топонимов казахского языка отмечал топоним Арканкерген как топоним-указатель: «такие наименования, как Костиккен, Откельсиз, Козыкош, Кумоткель, Кошотер, Кошкентал, Арканкерген, Есекарткан и др. передают информацию о кочевье, дороге, речных переправ».